# Nipponocypris koreanus
Nipponocypris koreanus är en fiskart som först beskrevs av Kim, Oh och Tsuyoshi Hosoya 2005.  Nipponocypris koreanus ingår i släktet Nipponocypris och familjen karpfiskar. Inga underarter finns listade i Catalogue of Life.